# Pavetta crassipes
Pavetta crassipes är en måreväxtart som beskrevs av Karl Moritz Schumann. Pavetta crassipes ingår i släktet Pavetta och familjen måreväxter. Inga underarter finns listade i Catalogue of Life.